# Bruno Loatti
Bruno Loatti (Ravena, 26 de febrero de 1915-Bolonia, 25 de septiembre de 1962) fue un deportista italiano que compitió en ciclismo en la modalidad de pista. Ganó una medalla de plata en el Campeonato Mundial de Ciclismo en Pista de 1938, en la prueba de velocidad individual.

## Medallero internacional
| Campeonato Mundial | Campeonato Mundial       | Campeonato Mundial | Campeonato Mundial       |
| Año                | Lugar                    | Medalla            | Competición              |
| ------------------ | ------------------------ | ------------------ | ------------------------ |
| 1938               | Ámsterdam (Países Bajos) | Medalla de plata   | Velocidad individual (A) |